# 1235. grenadirski polk (Wehrmacht)
1234. grenadirski polk (izvirno nemško 1234. Grenadier-Regiment; kratica 1234. GR) je bil pehotni polk Heera v času druge svetovne vojne.

## Zgodovina
Polk je bil ustanovljen 4. februarja 1945 iz šolskih enot za obrambo Frankfurta na Odri.